# Ichneumon marginatorius
Ichneumon marginatorius là một loài tò vò trong họ Ichneumonidae.